# Expedit de Melitene
Expedit, d'acord amb la tradició, va ésser soldat romà convertit al cristianisme i mort màrtir a la ciutat de Melitene, a l'antiga Armènia i l'actual Turquia. Hi ha, però, dubtes sobre la seva historicitat.

## Historicitat

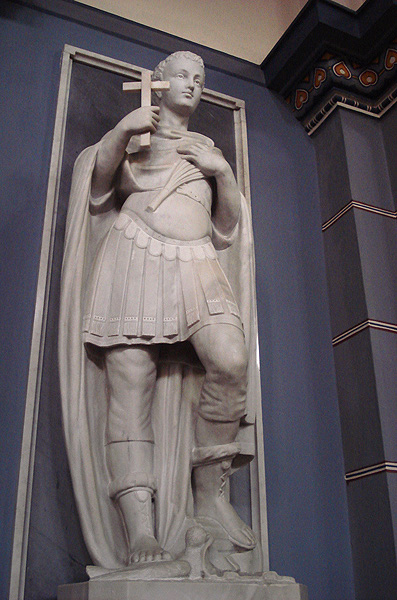
Estàtua d'André Arjonas (Porto Alegre, església de Sao José).

Apareix citat al Martyrologium Hieronymianum, els dies 18 i 19 d'abril, com a màrtir a Roma i Militene. Probablement, la citació al dia 18 sigui un error. Segons això, i donada l'antiguitat del martirologi, es pot afirmar que hi havia un Expedit que va morir màrtir a Melitene amb altres companys, sense que pugui saber-se'n res més.
Delehaye pensa que «Expeditus» és una mala lectura d'«Elpidius». També s'ha dit que expeditus és només un adjectiu referit a una altra persona (el terme llatí designava un grau militar), o que fa referència a Sant Minas. Una llegenda, no confirmada, diu que el nom és recent i que va donar-se quan unes monges de París van rebre una caixa que venia de Roma amb relíquies o una talla d'un sant màrtir: la caixa portava escrit l'avís Spedito ('tramès' o 'enviat', en italià), però les destinatàries van pensar que es tractava del nom del màrtir i el van indicar així a l'altar on van col·locar-ne les relíquies.
La veneració envers Expedit és antiga, al contrari del que es diu sovint, i ja era venerat a Torí durant l'edat mitjana. Pels dubtes sobre la seva historicitat, al començament del segle xx es va intentar suprimir-ne el cult, sense èxit.

## Veneració
No era un sant amb gaire veneració fins al segle xix. El seu culte és eminentment popular i associat al seu nom, ja que es venera com a sant a qui encomanar causes que es volen resoldre ràpidament, o casos jurídics i plets llargs, per accelerar-los. Per extensió, és advocat de les coses impossibles, com els sants Rita de Càscia o Judes Tadeu.
No obstant això, i per la manca de versemblança històrica, ha estat eliminat del calendari litúrgic oficial de l'Església catòlica.

### Llegendes
Segons la llegenda, creada per suplir la manca de dades històriques, Expedit era un centurió romà d'Armènia, convertit al cristianisme i decapitat durant les persecucions de Dioclecià, l'any 303.Quan va decidir convertir-se, el diable va prendre la forma de corb (o de serp) i li digué que diferís la seva conversió fins l'endemà (en llatí, «demà» és cras, que vindria a ésser una onomatopeia del grall del corb en italià (cra, cra)), però Expedit el va trepitjar i el matà dient: «Seré cristià avui».
Entre les llegendes referides al nom del sant, es diu que el 1781 arribà a un convent de París una caixa amb un cos sant trobat a les catacumbes de París. Els remitents van indicar expedite a la caixa, perquè la tramesa fos urgent, però les monges van pensar que «Expedite» era el nom del màrtir i el col·locaren a l'església del convent amb aquest nom, creixent ràpidament la veneració al «nou» sant. Una altra versió situa la història a Nova Orleans i, en aquest cas, la caixa contenia una talla d'un sant.